# Unité urbaine de Lisieux
L'unité urbaine de Lisieux est une unité urbaine française centrée sur la ville de Lisieux, une des sous-préfectures du département du Calvados au cœur de la troisième agglomération urbaine du département et au cinquième rang régional dans la région de Basse-Normandie.

## Données globales
En 2010, selon l'Insee, l'unité urbaine était composée de douze communes, puis onze après l'intégration de Saint-Julien-de-Mailloc dans Valorbiquet, toutes situées dans le département du Calvados, plus précisément dans l'arrondissement de Lisieux.
En 2020, à la suite d'un nouveau zonage, elle est composée de onze communes, après le retrait de Norolles du territoire et l'intégration de Valorbiquet.
En 2022, avec 29 541 habitants, elle représente la 3e unité urbaine du département du Calvados et occupe le 11e rang dans la région Normandie.
En 2019, sa densité de population s'élève à 255 hab/km2. Par sa superficie, elle ne représente que 2,13 % du territoire départemental mais, par sa population, elle regroupe 4,33 % de la population du département du Calvados.

## Composition de l'unité urbaine en 2020
Elle est composée des onze communes suivantes :
| Nom                     | Code Insee | Département | Statut       | Superficie (km2) | Population (dernière pop. légale) | Densité (hab./km2) | Modifier                                    |
| ----------------------- | ---------- | ----------- | ------------ | ---------------- | --------------------------------- | ------------------ | ------------------------------------------- |
| Lisieux (ville-centre)  | 14366      | Calvados    | ville-centre | 13,07            | 19 540 (2022)                     | 1 495              | modifier les données · modifier les données |
| Beuvillers              | 14069      | Calvados    | banlieue     | 4,92             | 1 301 (2022)                      | 264                | modifier les données · modifier les données |
| Courtonne-la-Meurdrac   | 14193      | Calvados    | banlieue     | 12,69            | 684 (2022)                        | 54                 | modifier les données · modifier les données |
| Glos                    | 14303      | Calvados    | banlieue     | 12,93            | 924 (2022)                        | 71                 | modifier les données · modifier les données |
| Le Mesnil-Guillaume     | 14421      | Calvados    | banlieue     | 3,85             | 558 (2022)                        | 145                | modifier les données · modifier les données |
| Ouilly-le-Vicomte       | 14487      | Calvados    | banlieue     | 7,73             | 759 (2022)                        | 98                 | modifier les données · modifier les données |
| Saint-Denis-de-Mailloc  | 14571      | Calvados    | banlieue     | 4,25             | 301 (2022)                        | 71                 | modifier les données · modifier les données |
| Saint-Désir             | 14574      | Calvados    | banlieue     | 19,35            | 1 772 (2022)                      | 92                 | modifier les données · modifier les données |
| Saint-Jean-de-Livet     | 14595      | Calvados    | banlieue     | 3,47             | 238 (2022)                        | 69                 | modifier les données · modifier les données |
| Saint-Martin-de-Mailloc | 14626      | Calvados    | banlieue     | 7,17             | 999 (2022)                        | 139                | modifier les données · modifier les données |
| Valorbiquet             | 14570      | Calvados    | banlieue     | 28,66            | 2 465 (2022)                      | 86                 | modifier les données · modifier les données |

## Évolution démographique
| 1968   | 1975   | 1982   | 1990   | 1999   | 2008   | 2013   | 2019   |
| ------ | ------ | ------ | ------ | ------ | ------ | ------ | ------ |
| 30 780 | 32 980 | 33 162 | 32 657 | 32 204 | 31 718 | 31 117 | 30 061 |

#### Données générales
- Unité urbaine
- Aire d'attraction d'une ville
- Aire urbaine (France)
- Liste des unités urbaines de France

#### Données démographiques en rapport avec l'unité urbaine de Lisieux
- Aire d'attraction de Lisieux
- Arrondissement de Lisieux

#### Données démographiques en rapport avec le Calvados
- Démographie du Calvados